# 世界リレー
世界リレー（せかいリレー、英: World Athletics Relays）は、ワールドアスレティックスが主催するリレー種目の国際競技大会である。ワールドリレーズや世界リレー選手権大会とも呼ばれる。

## 概要
リレー種目だけの世界大会として2014年に新設された。開催時期は4月か5月で、2日間の日程で開催される。2015年の第2回大会までは2年連続で開催されたが、2017年の第3回大会以降は（2024年の第6回大会を除き）隔年で奇数年毎に開催されている。
第1回大会より第3回大会までバハマのナッソーで開催され、2019年の第4回大会ではバハマが開催権を財政上の理由で返上したため、日本の横浜市で開催された。それ以降、他の都市でも開催されている。
大会では4×100mリレーと4×400mリレーが実施されるが、過去にはオリンピックや世界選手権の正式種目でない様々なリレー種目も実施された。

## 大会方式

### 競技
4×100mリレーと4×400mリレーについては、同じ年または翌年のオリンピックや世界選手権の出場国選考を兼ねており、上位チーム（チーム数は回により異なる）の国に出場権が与えられる。
2024年大会以降は、予選であるラウンド1で決勝進出となる計8チームを決定し、残りのチームでラウンド2（敗者復活戦）を実施し計6チームを決定する。計14チームにオリンピックまたは世界選手権の出場権が与えられる。
2021年大会までは、予選によるA決勝進出8チームには出場権が与えられる。B決勝のある種目では、予選敗退のうち上位8チームによりB決勝が行われ、B決勝上位のチームから順に出場権が与えられる（補充される）。B決勝のない種目では、予選タイム順に出場権が与えられる（補充される）。A決勝において失格や棄権など順位がつかなかったチームが出た場合も同様である。
なお、2021年までは、主要国際大会では実施されない4×200mリレーなど、バラエティに富んだ競技を含め男女別および混合の計9種目ないし10種目が行われていた。短距離（4×100mリレー、4×200mリレー、4×400mリレー）以外の種目はエントリーチーム数が少ないため、予選を行わず決勝のみを行った。

### 出場資格
各加盟国陸連は各種目最大1チームずつエントリーできる。1チームのエントリー人数は8名で、うち4名を編成し出場する（2×2×400mはエントリー4名、出場2名）。
2024年大会では、世界陸上競技選手権大会の上位チームの他、対象期間の大会で上位成績を収めたチームが出場権を得られる。最大32チーム。
2021年大会までは、男女の4×100mリレーと4×400mリレー（混合を除く）には参加標準記録が設けられており、概ね20チームが資格取得することを想定していた。残りは最大24チームに達するまで、有効期間内の世界ランキング上位のチームから出場権が与えられる。ホスト国は参加標準記録に関係なくエントリーできる。
オリンピックや世界陸上競技選手権大会と同様に、大会が開催される年の12月31日時点で16歳未満の選手は出場できない。

### 賞金
大会では各種目8位以内のチームにUSドルの賞金と得点が与えられる。賞金は1位に5万ドル、2位に3万ドル、3位に2万ドル、4位に1万2千ドル、5位に1万ドル、6位に8千ドル、7位に6千ドル、8位に4千ドルで、更に世界新記録を出したチームにはボーナスとして5万ドルが与えられる。

### 総合順位
大会では順位に応じて得点が与えられる。1位に8点、2位に7点、3位に6点、4位に5点、5位に4点、6位に3点、7位に2点、8位に1点で、男女総合得点1位のチームには「ゴールデンバトン」と呼ばれるバトンを型どったトロフィーが授与される。

## 歴史
陸上競技の普及と新分野のマーケット拡大を目的に2014年に新設された。国際陸上競技連盟が世界大会を新設したのは、1999年の世界ユース選手権以来15年ぶりだった。
2014年大会
記念すべき第1回大会は2014年5月にバハマのナッソーで開催され、43カ国から576人が参加した。カリブ諸国で陸上競技の世界大会が開催されたのは、世界ジュニア選手権（ジャマイカのキングストンで開催）以来、12年ぶり2度目だった。今大会では男女の4×100mリレー、4×200mリレー、4×400mリレー、4×800mリレー、4×1500mリレーの計10種目が実施された。男女の4×100mリレーと4×400mリレーには参加標準記録が設けられ、この種目の上位8カ国には翌年の北京世界選手権の出場権が与えられた。今大会は男子4×200mリレーにおいてジャマイカ、男女の4×1500mリレーにおいてケニアが世界新記録を樹立。ゴールデンバトン（男女総合優勝）は5種目で優勝したアメリカが獲得した。なお、今大会ではオリンピックや世界選手権のようなメダルセレモニーは行われず、代わりにフラワーセレモニーが行われた。
2015年大会
第2回大会は4×1500mリレーが廃止された代わりにディスタンスメドレーリレー（1200m + 400m + 800m + 1600m）が採用され、計10種目が実施された。男女の4×100mリレーと4×400mリレーの上位8カ国には翌年のリオデジャネイロオリンピックの出場権が与えられた。今大会はウサイン・ボルトが初めて参加して注目を集めたが、出場は男子4×100mリレーだけに留まった。その4×100mリレーではアメリカに敗北を喫したが、決勝では非公式ながら世界最高スプリットとなる8秒65をマークした。今大会は男女のディスタンスメドレーリレーにおいてアメリカが世界新記録を樹立し、ゴールデンバトンも7種目で優勝したアメリカが2大会連続で獲得した。
2017年大会
第3回大会は初めて4月開催となり、ディスタンスメドレーリレーが廃止された代わりに男女混合4×400mリレーが採用され、計9種目が実施された。男女の4×100mリレーと4×400mリレーの上位8カ国には同年のロンドン世界選手権の出場権が与えられた。今大会では開催国のバハマが最終種目の男女混合4×400mリレーで優勝し、3大会目にして初の金メダルを獲得した。ゴールデンバトンは5種目で優勝したアメリカが3大会連続で獲得した。
2019年大会
再び5月開催となり、日本の横浜を舞台に行われた今大会では、4×800mリレーが廃止され、男女混合シャトルハードルリレー、男女混合2×2×400mリレーが新たに実施された。男女の4×100mリレーと4×400mリレーの上位8カ国、混合4×400mリレーの上位12カ国にドーハ世界選手権の出場権が与えられた。ゴールデンバトンはアメリカが4大会連続で獲得した。
2021年大会
男女の4×100mリレーと4×400mリレー、混合4×400mリレーの上位8カ国に東京オリンピックの出場権が、男女4×100mリレー、男女4×400mリレーの上位10カ国、混合4×400mリレーの上位12カ国にはオレゴン世界選手権出場権が与えられた。ゴールデンバトンは開催国のポーランドが獲得した。
2024年大会
種目が大幅に縮小され、4×100mリレーと4×400mリレーの5種目となった。大会方式が大幅に変更となり、予選であるラウンド1で決勝進出となる各組2位以内（計8チーム）を決定し、残りのチームでラウンド2（敗者復活戦）を実施し各組2位以内（計6チーム）を決定する。計14チームにパリオリンピックの出場権が与えられた。
2025年大会
4×100mリレーに混合が加わり、4×100mリレーと4×400mリレーともに男女および混合の6種目となった。混合4×100mリレーを除く5種目については、ラウンド1での決勝進出8チームと、ラウンド2（敗者復活戦）で決定した6チームの計14チームに東京世界選手権出場権が与えられた。

## 大会一覧
| 回数  | 開催日程             | 開催国     | 開催都市   | 開催会場                         | 種目数 | 参加国 | 競技者数 | 総合優勝国       |
| ----- | -------------------- | ---------- | ---------- | -------------------------------- | ------ | ------ | -------- | ---------------- |
| 第1回 | 2014年5月24日 - 25日 | バハマ     | ナッソー   | トーマス・ロビンソン・スタジアム | 10     | 41     | 470      | アメリカ合衆国   |
| 第2回 | 2015年5月2日 - 3日   | バハマ     | ナッソー   | トーマス・ロビンソン・スタジアム | 10     | 42     | 584      | アメリカ合衆国   |
| 第3回 | 2017年4月22日 - 23日 | バハマ     | ナッソー   | トーマス・ロビンソン・スタジアム | 9      | 35     | 419      | アメリカ合衆国   |
| 第4回 | 2019年5月11日 - 12日 | 日本       | 横浜市     | 横浜国際総合競技場               | 9      | 43     | 529      | アメリカ合衆国   |
| 第5回 | 2021年5月1日 - 2日   | ポーランド | ホジュフ   | シレジア競技場                   | 9      | 37     | 689      | ポーランド       |
| 第6回 | 2024年5月4日 - 5日   | バハマ     | ナッソー   | トーマス・ロビンソン・スタジアム | 5      |        |          | アメリカ合衆国   |
| 第7回 | 2025年5月10日-11日   | 中国       | 広州市     | 天河体育中心体育場               | 6      |        |          | 南アフリカ共和国 |
| 第8回 | 2026年5月2日-3日     | ボツワナ   | ハボローネ | ボツワナ国立競技場               |        |        |          |                  |
| 第9回 | 2028年4月22日-23日   | バハマ     | ナッソー   | トーマス・ロビンソン・スタジアム |        |        |          |                  |

## 実施種目

### 現行
- 4×100mリレー（男子、女子、混合）
- 4×400mリレー（男子、女子、混合）

### 過去の実施種目
- 4×200mリレー : 2014年大会 - 2021年大会
- 4×800mリレー：2014年大会 - 2017年大会
- 4×1500mリレー：2014年大会
- ディスタンスメドレーリレー（1200m + 400m + 800m + 1600m）：2015年大会
- シャトルハードルリレー（混合） : 2019年大会 - 2021年大会
男女2人ずつが、110m障害（女子は100m障害の後さらに10m走る）の直線のコースを交互に走る（レーンは男女で分け、走る方向も男女で逆になる）。
- 2×2×400mリレー（混合） : 2019年大会 - 2021年大会
男女ペアが交互に400mを2回ずつ走る。400mの選手にとって短いインターバルで2周目を走ることは過酷であるため、むしろ800mなど中距離の選手に向いているとされる。

## 過去の大会の参加標準記録
- 2021年大会（記録有効期間 : 2019年1月1日 - 2021年4月11日）
4×100mリレー：男子38秒80、女子43秒90
4×400mリレー：男子3分03秒80、女子3分31秒50

- 2019年大会（記録有効期間：2018年1月1日 - 2019年4月22日）
4×100mリレー：男子39秒10、女子44秒20
4×400mリレー：男子3分05秒00、女子3分34秒70

- 2017年大会（記録有効期間：2016年1月1日 - 2017年4月3日）
4×100mリレー：男子39秒10、女子44秒20
4×400mリレー：男子3分04秒10、女子3分34秒00

- 2015年大会（記録有効期間：2014年1月1日 - 2015年4月20日）
4×100mリレー：男子39秒00、女子44秒00
4×400mリレー：男子3分04秒10、女子3分33秒50

- 2014年大会（記録有効期間：2013年1月1日 - 2014年5月12日）
4×100mリレー：男子38秒90、女子43秒80
4×400mリレー：男子3分04秒10、女子3分33秒00

## 国別メダル獲得数
2025年大会終了時点。
| 順 | 国・地域                       | 金 | 銀 | 銅 | 計  |
| -- | ------------------------------ | -- | -- | -- | --- |
| 1  | アメリカ合衆国                 | 27 | 9  | 2  | 38  |
| 2  | ジャマイカ                     | 5  | 9  | 7  | 21  |
| 3  | ポーランド                     | 3  | 8  | 1  | 12  |
| 4  | ケニア                         | 3  | 6  | 3  | 12  |
| 5  | ドイツ                         | 3  | 1  | 4  | 8   |
| 6  | イタリア                       | 3  | 0  | 1  | 4   |
| 7  | カナダ                         | 2  | 2  | 2  | 6   |
| 8  | 南アフリカ共和国               | 2  | 2  | 1  | 5   |
| 9  | フランス                       | 1  | 2  | 2  | 5   |
| 10 | バハマ                         | 1  | 2  | 0  | 3   |
| 11 | イギリス                       | 1  | 1  | 7  | 9   |
| 12 | トリニダード・トバゴ           | 1  | 1  | 2  | 4   |
| 12 | ボツワナ                       | 1  | 1  | 2  | 4   |
| 14 | オランダ                       | 1  | 1  | 1  | 3   |
| 15 | ブラジル                       | 1  | 1  | 0  | 2   |
| 15 | スペイン                       | 1  | 1  | 0  | 2   |
| 17 | ナイジェリア                   | 1  | 0  | 1  | 2   |
| 18 | キューバ                       | 1  | 0  | 0  | 1   |
| 19 | 日本                           | 0  | 3  | 2  | 5   |
| 20 | オーストラリア                 | 0  | 2  | 6  | 8   |
| 21 | ベルギー                       | 0  | 1  | 3  | 4   |
| 22 | 中国                           | 0  | 1  | 2  | 3   |
| 23 | アイルランド                   | 0  | 1  | 1  | 2   |
| 24 | バルバドス                     | 0  | 1  | 0  | 1   |
| 24 | ベラルーシ                     | 0  | 1  | 0  | 1   |
| 24 | セントクリストファー・ネイビス | 0  | 1  | 0  | 1   |
| 27 | デンマーク                     | 0  | 0  | 1  | 1   |
| 27 | ドミニカ共和国                 | 0  | 0  | 1  | 1   |
| 27 | エクアドル                     | 0  | 0  | 1  | 1   |
| 27 | エチオピア                     | 0  | 0  | 1  | 1   |
| 27 | ポルトガル                     | 0  | 0  | 1  | 1   |
| 27 | ロシア                         | 0  | 0  | 1  | 1   |
| 27 | スロベニア                     | 0  | 0  | 1  | 1   |
|    | Total                          | 58 | 58 | 57 | 173 |

## 大会記録
太字の記録は世界記録も兼ねる

### 男子
| 種目                                              | 記録       | 選手                                                                                          | 国籍           | 年月日        | 大会  |
| ------------------------------------------------- | ---------- | --------------------------------------------------------------------------------------------- | -------------- | ------------- | ----- |
| 4×100mリレー                                      | 37秒38     | マイク・ロジャース ジャスティン・ガトリン タイソン・ゲイ ライアン・ベイリー                   | アメリカ合衆国 | 2015年5月2日  | 第2回 |
| 4×200mリレー                                      | 1分18秒63  | ニッケル・アシュミード ウォーレン・ウィア ジャーメイン・ブラウン ヨハン・ブレーク             | ジャマイカ     | 2014年5月24日 | 第1回 |
| 4×400mリレー                                      | 2分57秒25  | デイヴィッド・ヴァーバーグ トニー・マッケイ クリスチャン・テイラー ラショーン・メリット       | アメリカ合衆国 | 2014年5月25日 | 第1回 |
| 4×800mリレー                                      | 7分04秒84  | デュエイン・ソロモン Casimir Loxsom（英語版） ロビー・アンドリューズ エリック・ソウィンスキー | アメリカ合衆国 | 2015年5月2日  | 第2回 |
| 4×1500mリレー                                     | 14分22秒22 | コリンズ・ケンボイ サイラス・キプラガト ジェームス・キプラガト・マグト アスベル・キプロプ     | ケニア         | 2014年5月25日 | 第1回 |
| ディスタンスメドレーリレー （1200+400+800+1600m） | 9分15秒50  | カイル・メルバー Brycen Spratling ブランドン・ジョンソン Ben Blankenship（英語版）            | アメリカ合衆国 | 2015年5月3日  | 第2回 |

### 女子
| 種目                                              | 記録       | 選手                                                                                                  | 国籍           | 年月日        | 大会  |
| ------------------------------------------------- | ---------- | --- | -------------- | ------------- | ----- |
| 4×100mリレー                                      | 41秒85     | Tamari Davis Gabrielle Thomas Celera Barnes Melissa Jefferson                                         | アメリカ合衆国 | 2024年5月5日  | 第6回 |
| 4×200mリレー                                      | 1分29秒04  | Jura Levy（英語版） シェリカ・ジャクソン Sashalee Forbes（英語版） エレイン・トンプソン               | ジャマイカ     | 2017年4月22日 | 第3回 |
| 4×400mリレー                                      | 3分19秒39  | フィリス・フランシス ナターシャ・ヘイスティングス サーニャ・リチャーズ＝ロス フランセナ・マッコロリー | アメリカ合衆国 | 2015年5月3日  | 第2回 |
| 4×800mリレー                                      | 8分00秒62  | Chanelle Price（英語版） マギー・ヴェッセイ Molly Beckwith-Ludlow（英語版） アリシア・モンタノ        | アメリカ合衆国 | 2015年5月3日  | 第2回 |
| 4×1500mリレー                                     | 16分33秒58 | メルシー・チェロノ フェイス・キピエゴン イレナ・ジェラガト ヘレン・オビリ                             | ケニア         | 2014年5月24日 | 第1回 |
| ディスタンスメドレーリレー （1200+400+800+1600m） | 10分36秒50 | サーニャ・リチャーズ＝ロス Treniere Moser（英語版） シャノン・ロウベリー アジー・ウィルソン           | アメリカ合衆国 | 2015年5月2日  | 第2回 |

### 混合
| 種目                   | 記録      | 選手 | 国籍           | 年月日        | 大会  |
| ---------------------- | --------- | --- | -------------- | ------------- | ----- |
| 4×100mリレー           | 40秒30    | Sade McCreath Marie-Éloïse Leclair Duan Asemota Eliezer Adjibi                                          | カナダ         | 2025年5月11日 | 第7回 |
| 4×400mリレー           | 3分09秒54 | Chris Robinson Courtney Okolo Johnnie Blockburger Lynna Irby-Jackson                                    | アメリカ合衆国 | 2025年5月11日 | 第7回 |
| 2×2×400mリレー         | 3分36秒92 | Ce'Aira Brown（英語版） ドナヴァン・ブレイザー                                                          | アメリカ合衆国 | 2019年5月11日 | 第4回 |
| シャトルハードルリレー | 54秒96    | Christina Clemons（英語版） Freddie Crittenden（英語版） Sharika Nelvis（英語版） Devon Allen（英語版） | アメリカ合衆国 | 2019年5月11日 | 第4回 |

## 日本代表の成績
| 種目 →          | 4×100mリレー        | 4×100mリレー        | 4×400mリレー           | 4×400mリレー           | 4×400mリレー           |
| 大会 ↓          | 男子                | 女子                | 男子                   | 女子                   | 混合                   |
| --------------- | ------------------- | ------------------- | ---------------------- | ---------------------- | ---------------------- |
| 第1回（2014年） | 5位 （38秒40）      | 予選18位 （44秒66） | B決勝2位 （3分03秒24） | -                      | -                      |
| 第2回（2015年） | 3位 （38秒20）      | 予選失格 （DQ）     | 予選17位 （3分06秒38） | B決勝2位 （3分34秒65） | -                      |
| 第3回（2017年） | B決勝7位 （40秒31） | -                   | 予選途中棄権 （DNF）   | -                      | -                      |
| 第4回（2019年） | 予選失格 （DQ）     | 予選13位 （44秒24） | 4位 （3分03秒24）      | B決勝7位 （3分35秒12） | 予選11位 （3分19秒71） |
| 第5回（2021年） | 2位 （39秒42）      | 4位 （44秒40）      | 2位 （3分04秒45）      | 予選12位 （3分35秒26） | 予選10位 （3分18秒76） |
| 第6回（2024年） | 4位 （38秒45）      | 敗退 （43秒63）     | 4位 （3分01秒20）      | -                      | 敗退 （3分16秒02）     |
| 第7回（2025年） | 4位 （38秒17）      | -                   | -                      | -                      | -                      |

| 大会            | 種目           | 成績                 |
| --------------- | -------------- | -------------------- |
| 第1回（2014年） | 男子4×200mR    | 予選9位（1分23秒87） |
| 第4回（2019年） | 男子4×200mR    | 5位（1分22秒67）     |
| 第4回（2019年） | 女子4×200mR    | 4位（1分34秒57）     |
| 第4回（2019年） | 混合2×2×400mR  | 3位（3分38秒36）     |
| 第4回（2019年） | 混合シャトルHR | 2位（55秒59）        |

日本は第1回大会から毎回出場している。基本的に世界大会の出場権がかかった種目（男女の4×100mリレー、男女および混合4×400mリレー）にしか出場しない。ただし、第1回大会の男子4×200mリレーには他種目の補欠選手で出場した。第4回は全種目に出場した。
2014年大会
第1回大会の女子4×400mリレーは参加標準記録を破れなかったため出場できなかった。
2015年大会
第2回大会の男子4×100mリレーでは日本勢初のメダルとなる銅メダルを獲得した。この種目はメンバー選考の段階で怪我人や辞退者が相次いだため、日本陸上競技連盟の強化委員会からは派遣を見送る案も出たという。更に現地入り後もレギュラーメンバーが怪我のため戦線離脱。そんな逆境の中、大瀬戸一馬、藤光謙司、桐生祥秀、谷口耕太郎のオーダーで臨み、シニア世界大会のリレー種目では2008年北京オリンピックの男子4×100mリレー（当時銅メダル）以来、日本史上2つ目のメダルを獲得した。
2017年大会
第3回大会の女子4×100mリレーと4×400mリレーは参加標準記録を突破していたものの、現時点では世界で勝負できないとの理由で派遣を見送った。男子4×100mリレーは既にロンドン世界選手権の出場権獲得が濃厚のため、今回は若手主体の選手（全員大学生）を派遣した。
2019年大会
開催国であり全種目に出場した。男子4×400mリレーは4位、混合4×400mリレーは予選タイム11位でドーハ世界選手権の出場権を獲得した。新種目の混合2×2×400mリレーで3位、混合シャトルハードルリレーで2位で、日本は総合3位となった。
2021年大会
東京オリンピック出場権獲得を最大の目標として派遣された日本チームは、女子4×100mリレーは4位、男子4×100mリレーは3位（後に南アフリカのドーピング違反による失格処分で2位に繰り上げ）、男子4×400mリレーは2位となり、これら3種目で東京オリンピックとオレゴン世界選手権の出場権を獲得した。男子4×400mリレーの銀メダルおよび上位入賞はシニアの世界大会では初である。また、混合4×400mリレーは予選タイム10位でオリンピックには届かなかったが、オレゴン世界選手権出場権を獲得し、記録も日本新記録となった。
2024年大会
パリオリンピック出場権獲得を目的として臨み、男子4×100mリレーと男子4×400mリレーで出場権を獲得した。
2025年大会
日本は東京世界選手権の開催国であり出場枠を獲得済みだが、本番での優位なレーン獲得を目的に男子4×100mのみを派遣した。予選では全体の1位であったが、決勝では4位となった。

## 日本でのテレビ中継
地上波では第1回大会からTBS（関東ローカル）で放送されているが、放送枠は2時間程の録画中継となっている。第2回大会は日本が男子4×100mリレーで銅メダルを獲得したこともあってか、2ヵ月後にCS放送のTBSチャンネルでも放送された。第3回大会は関東地域以外の一部のTBS系列でも放送される（2日目のみ）。

日本での開催となる第4回大会は、2日ともTBS系列全国ネットで生中継による放映となった。また民放公式無料配信ポータルサイトTVerやTBSテレビの番組HPでも同時配信された。
第6回は1日目を関東ローカル（中継録画）で、2日目の決勝レースを情報ワイド番組『ひるおび!・午前の部』内でTBSと一部のTBS系列局にて生中継。また有料動画配信サービスU-NEXT内のコンテンツレーベル「Paravi」にて全レースを生配信した。
放送日
上段は1日目、下段は2日目。
| 大会  | 放送日        | 放送時間       | 備考 |
| ----- | ------------- | -------------- | --- |
| 第1回 | 2014年5月25日 | 15:00 - 17:00  | |
| 第1回 | 2014年5月25日 | 23:53 - 翌1:53 | |
| 第2回 | 2015年5月4日  | 1:00 - 3:00    | |
| 第2回 | 2015年5月4日  | 13:57 - 15:53  | |
| 第3回 | 2017年4月23日 | 15:15 - 17:00  | |
| 第3回 | 2017年4月24日 | 23:56 - 翌1:56 | |
| 第4回 | 2019年5月11日 | 20:50 - 21:54  | 19:00 - 20:50にBS-TBSで先行放送。また混合4×400mリレー予選第3組が放送時間内に収まらなかったため、22:00 - 放送の報道番組『新・情報7DAYS ニュースキャスター』内でレースの模様を速報した。 |
| 第4回 | 2019年5月12日 | 18:30 - 21:00  | |
| 第5回 | 2021年5月3日  | 2:13 - 4:00    | |
| 第6回 | 2024年5月5日  | 13:30 - 14:54  | |
| 第6回 | 2024年5月6日  | 10:25 - 11:30  | 情報番組『ひるおび!・午前の部』内で決勝レースを生中継。 |